# Guadalupe de Oropeo
Guadalupe de Oropeo är en ort i Mexiko.   Den ligger i kommunen La Huacana och delstaten Michoacán de Ocampo, i den södra delen av landet, 290 km väster om huvudstaden Mexico City. Guadalupe de Oropeo ligger 215 meter över havet och antalet invånare är 113.
Terrängen runt Guadalupe de Oropeo är varierad. Runt Guadalupe de Oropeo är det glesbefolkat, med 15 invånare per kvadratkilometer. Närmaste större samhälle är Churumuco de Morelos, 19,4 km sydost om Guadalupe de Oropeo. Trakten runt Guadalupe de Oropeo består till största delen av jordbruksmark.